# ЦСКА (женский волейбольный клуб, Москва)
Центральный спортивный клуб армии (ЦСКА) — советский и российский женский волейбольный клуб, существовавший в 1936—2008 годах, один из самых титулованных клубов СССР и Европы.

## Достижения

### Международные
- 3-кратный обладатель Кубка чемпионов ЕКВ — 1966, 1967, 1986.
  - Финалист Кубка чемпионов ЕКВ — 1968, 1969.
- 4-кратный победитель розыгрышей Кубка обладателей кубков ЕКВ — 1973, 1974, 1988, 1998.
  - Финалист Кубка обладателей кубков ЕКВ — 1975.
  - Финалист Кубка топ-команд ЕКВ — 2007.
- Победитель Top Volley International: 1998 (декабрь)
  - 2-е место Top Volley International: 1995

### СССР/Россия
- 6-кратный чемпион СССР — 1965, 1966, 1968, 1969, 1974, 1985.
  - 8-кратный серебряный призёр чемпионатов СССР — 1938, 1962, 1972, 1973, 1977, 1979, 1982, 1987.
  - 4-кратный бронзовый призёр чемпионатов СССР — 1958, 1975, 1980, 1988.
- двукратный обладатель Кубка СССР — 1972, 1984;
  - 4-кратный серебряный (1977, 1982, 1986, 1991) и 3-кратный бронзовый (1973, 1980, 1987) призёр розыгрышей Кубка СССР.
- 5-кратный серебряный призёр чемпионатов России — 1994, 1995, 1996, 1997, 2007.
  - 4-кратный бронзовый призёр чемпионатов России — 1992, 1993, 1998, 2000.
- 3-кратный обладатель Кубка России — 1998, 2001, 2005;
  - 4-кратный серебряный (1997, 1999, 2003, 2006) и бронзовый (2000) призёр розыгрышей Кубка России.

## История
Женская волейбольная команда ЦДКА была образована в 1936 году. В 1938 и с 1957 года принимала участие в чемпионатах СССР.
Женская волейбольная команда ЦСКА (тогда ЦДКА) была участницей первого чемпионата СССР по волейболу среди клубных команд и стала в нём 3-й. После этого долгих 19 лет армейские волейболистки участия во всесоюзных первенствах не принимали, ограничиваясь выступлением в республиканских и московских городских турнирах.
В 1957 году состоялся вторичный дебют женской столичной армейской команды в чемпионате СССР (5 место). С тех пор женский ЦСКА являлся одной из сильнейших команд СССР. За 35 лет участия во всесоюзных волейбольных первенствах он 6 раз становился чемпионом и ещё 11 раз завоёвывал «серебро» и «бронзу» чемпионата СССР. Наиболее успешным для армейских волейболисток оказалась 2-я половина 1960-х годов (1965—1969), когда под руководством тренера Мирона Винера (возглавлял команду с 1957 по 1981) ЦСКА 4 раза подряд выигрывал союзное первенство, дважды побеждал в розыгрыше Кубка европейских чемпионов и ещё 2 раза играл в финале главного европейского клубного турнира.
В 1-й половине 1970-х на ведущие роли в союзном женском волейболе выдвинулось московское «Динамо» под руководством выдающегося тренера Гиви Ахвледиани. Но и ЦСКА тоже не ушёл в тень, сумев за период с 1972 по 1977 четырежды завоевать медали чемпионата СССР, в том числе «золото» в 1974, а также выиграть Кубок СССР в 1972 году.
Во 2-й половине 1970-х в советском женском клубном волейболе появилась новая грозная сила — свердловская «Уралочка» во главе с Николаем Карполем, лишь трижды с 1977 уступавшая чемпионское звание, в том числе московской армейской команде в 1985 году. За год до этого ЦСКА выиграл Кубок СССР, а в 1986 — Кубок европейских чемпионов. Эти успехи к команде пришли под руководством тренера Валерия Клигера. После этого лишь дважды ЦСКА сумел стать призёром всесоюзного первенства — «серебро» в 1987 году и «бронза» в 1988. К последним медалям в чемпионате СССР команду привёл старший тренер Виктор Борщ. Кроме того, в 1988 ЦСКА победил в розыгрыше Кубка обладателей кубков ЕКВ. После этого армейский коллектив постиг кризис, результатом которого стало его падение в нижнюю часть турнирной таблицы — 6, 11 и 7 места в 1989, 1990 и 1991 годах, соответственно.
Под руководством главного тренера Леонида Зайко (возглавлял команду в 1990—2005) ЦСКА стал бронзовым призёром первого чемпионата России по волейболу среди женщин 1992 года. И в дальнейшем в остром противоборстве в основном с двумя «Уралочками» («Уралочка» и её дочерняя команда «Уралтрансбанк») команда за период с 1993 по 2000 годы лишь раз не попала в число призёров российского первенства. Кроме этого, в 1998 году ЦСКА вышел победителем розыгрыша Кубка обладателей кубков, повторив свой успех в этом европейском клубном турнире 10-летней давности. Следует отметить, что эта победа оставалась до 2014 года последней еврокубковой победой в женском российском волейболе.
С началом XXI века результаты ЦСКА пошли на спад. Многие ведущие игроки (Ольга Поташова, Елена Константинова, Анастасия Горбачёва, Наталья Вдовина, Марина и Светлана Ивановы) покинули команду. В женском российском волейболе появились новые реалии, прежде всего финансовые. Возникли новые амбициозные команды в различных регионах России. Всё это привело к тому, что ЦСКА утратил лидирующие позиции в российском первенстве. Кратковременный всплеск в 2007 году, когда команда под руководством тренера Валерия Лосева сумела завоевать «серебро» чемпионата России и дойти до финалов Кубка России и Кубка топ-команд ЕКВ, оказался лишь эпизодом. В следующем сезоне ЦСКА стал в чемпионате лишь 9-м, а летом 2008 года было объявлено о прекращении деятельности женского волейбольного клуба ЦСКА и роспуске команды.
Всего в рамках суперлиги чемпионата России команда ЦСКА провёла 309 матчей, из которых выиграла 171, проиграла 138 при соотношении партий 634:552.

## Волейболистки клуба в сборных СССР, СНГ и России
В составе сборных СССР и СНГ в 1950-е — начале 1990-х годов выступало немало волейболисток, представлявших команду ЦСКА:
- Антонина Яшина-Володина (чемпионка мира 1960, чемпионка Европы 1958)
- Тамара Бубчикова (чемпионка Европы 1958)
- Галина Чеснокова (призёр чемпионата мира 1962, чемпионка Европы 1963)
- Антонина Рыжова (призёр Олимпийских игр 1964, чемпионка Европы 1963)
- Тамара Тихонина (призёр Олимпийских игр 1964, призёр чемпионата мира 1962, чемпионка Европы 1963)
- Валентина Каменёк-Виноградова (олимпийская чемпионка 1968, призёр Олимпийских игр 1964, чемпионка Европы 1963, 1967)
- Нинель Луканина (призёр Олимпийских игр 1964, чемпионка Европы 1963)
- Татьяна Родионова-Рощина (призёр Олимпийских игр 1964, чемпионка Европы 1963, 1967)
- Татьяна Поняева-Третьякова (олимпийская чемпионка 1968, 1972, чемпионка мира 1970, чемпионка Европы 1967, 1971)
- Людмила Прокошина-Чернышова (олимпийская чемпионка 1980, призёр Олимпийских игр 1976, призёр чемпионата мира 1974, 1978, обладатель Кубка мира 1973, призёр Кубка мира 1981, чемпионка Европы 1975, 1977, 1979, призёр чемпионата Европы 1981)
- Галина Мячина (чемпионка Европы 1977)
- Любовь Тимофеева-Козырева (олимпийская чемпионка 1980, призёр чемпионата мира 1978, чемпионка Европы 1979)
- Татьяна Черкасова (призёр Кубка мира 1981, чемпионка Европы 1979, призёр чемпионата Европы 1981)
- Светлана Бадулина-Сафронова (олимпийская чемпионка 1980, призёр Кубка мира 1985, чемпионка Европы 1985, призёр чемпионата Европы 1983, 1987)
- Диана Качалова (призёр Кубка мира 1985, чемпионка Европы 1985, призёр чемпионата Европы 1987)
- Марина Кумыш (олимпийская чемпионка 1988, призёр Кубка мира 1985, чемпионка Европы 1985, призёр чемпионата Европы 1987)
- Татьяна Сидоренко (олимпийская чемпионка 1988, призёр Олимпийских игр 1992, чемпионка мира 1990, призёр Кубка мира 1985, 1989, 1991, чемпионка Европы 1985, 1991, призёр чемпионата Европы 1989)
- Юлия Салцевич (чемпионка Европы 1985)
- Марина Кирьякова (призёр Кубка мира 1985, призёр чемпионата Европы 1987)

В составе сборной России Наталья Шигина (ныне Ханикоглу) стала победителем турнира Гран-При 1997 и призёром чемпионата мира 1994. Призёром Олимпийских игр 2000 стала воспитанница клуба Ольга Поташова, перешедшая к тому времени в «Уралочку». В число самых именитых российских волейболисток входит ещё одна воспитанница ЦСКА Любовь Соколова — чемпионка мира 2006, неоднократный призёр олимпиад, мировых первенств, розыгрышей Кубка мира, победительница и призёр чемпионатов Европы и турниров Гран-При.

## Сезон 2007—2008
В чемпионате России 2008 года команда ЦСКА провела 20 игр, из которых выиграла 10 и столько же проиграла. Соотношение партий 42:39. Итог — 9 место.
За команду выступали (в скобках количество проведённых игр):
связующие — Татьяна Свирина (18), Ирина Иванова (9);
центральные — Анастасия Шмелёва (20), Елена Муртазаева (16), Юлия Ильина (14);
нападающие — Ольга Букреева (20), Елена Гуськова (20), Наталья Курносова (17), Тина Липицер-Самец (16), Ольга Мустафаева (16);
либеро — Анелия Пашина (20).

## Сезон 2008—2009
Перед началом сезона было объявлено о прекращении деятельности ЖВК ЦСКА и расформировании команды. Практически все волейболистки перешли в другие клубы — Шмелёва в «Заречье-Одинцово», Муртазаева и Букреева в «Динамо-Янтарь», Курносова в Балаковскую АЭС, Иванова в казанское «Динамо», Свирина, Гуськова и Ильина — в серпуховскую «Надежду». Вернулись в свои страны легионерки команды словенка Липицер-Самец и болгарка Пашина. Главный тренер ЦСКА Валерий Лосев возглавил московское «Динамо».